# 吳汝祥

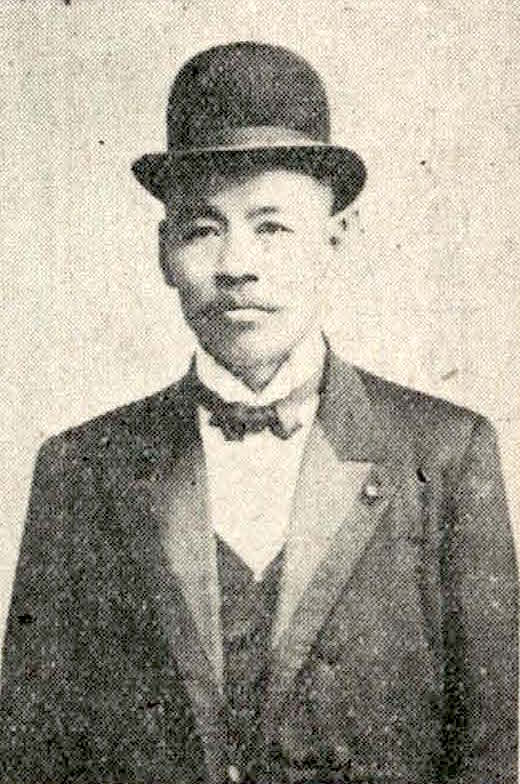
吳汝祥，攝影於1916年左右。

吳汝祥（1868年1月—1941年5月），字祠之，又名敦迎，為台灣20世紀初士紳。原籍中國福建省泉州、曾考取秀才。1889年遷居台灣省臺南府（今臺南市）。1895年臺灣日治時期以後仍居臺灣，取得日籍。
日治初年日軍攻台並駐蹕吳汝祥之舍邸「宜秋山館」，1895年10月28日，日本親王北白川宮能久因感染瘧疾病故於此。由於吳邸成「終焉之地」，成為紀念親王的遺跡所，吳汝祥遂又遷居彰化街東門街（今彰化市中華路）。遺跡所則在1920年起工興建臺南神社，列為官幣中社。
1905年，吳汝祥以臺灣總督府收買中部之大租補償金，與吳德功、楊吉臣等人創立彰化銀行、彰南鐵道等。

## 紀念
- 彰化市「東門吳汝祥4連棟街屋」在2017年經審議通過登錄為「歷史建築」。[2]